# Tohoku Shinkansen
De Tohoku Shinkansen (Japans: 東北新幹線,Tōhoku Shinkansen) is een hogesnelheidslijn van het shinkansennetwerk in Japan die uitgebaat wordt door East Japan Railway Company (JR East). De lijn verbindt Tokio met Aomori in de prefectuur Aomori. Met een lengte van 674,9 km is het de langste shinkansenlijn van Japan. De lijn loopt door de minder bevolkte regio Tohoku. De lijn heeft twee aftakkingen, de Yamagata Shinkansen en de Akita Shinkansen.

## Treinen
- Hayabusa, exprestrein tussen Tokio en Shin-Aomori, sinds 5 maart 2011
- Hayate, exprestrein tussen Tokio en Shin-Aomori, sinds december 2002
- Yamabiko, exprestrein tussen Tokio en Sendai en stoptrein tot Morioka, sinds juni 1982
- Nasuno, stoptrein tussen Tokio en Koriyama, sinds 1995

Sinds 5 maart 2011 is de maximumsnelheid 275 km/h tussen Omiya en Utsunomiya, 300 km/h tussen Utsunomiya en Morioka, en 260 km/h tussen Morioka en Shin-Aomori.

## Stations
| Station                   | Japanse naam | Afstand(km) | Verbindingen | Plaats             | Plaats    |
| ------------------------- | ------------ | ----------- | --- | ------------------ | --------- |
| Station Tokio             | 東京         | 0,0         | Tokaido Shinkansen, Marunouchi-lijn (Tokyo Metro), Yamanote-lijn, Keihin-Tohoku-lijn, Chuo-lijn, Tokaido-lijn, Yokosuka-lijn, Sobu-lijn, Keiyo-lijn | Chiyoda            | Tokio     |
| Station Ueno              | 上野         | 3,6         | Ginza-lijn, Hibiya-lijn, Keisei-lijn, Joban-lijn, Yamanote-lijn, Keihin-Tohoku-lijn, Tohoku-lijn, Takasaki-lijn                                     | Taito              | Tokio     |
| Station Omiya             | 大宮         | 31,3        | Joetsu Shinkansen, Tobu Noda-lijn, New Shuttle, Nagano Shinkansen, Keihin-Tohoku-lijn, Saikyo-lijn, Kawagoe-lijn, Tohoku-lijn, Takasaki-lijn        | Omiya-ku (Saitama) | Saitama   |
| Station Oyama             | 小山         | 80,6        | Tohoku-lijn, Ryomo-lijn, Mito-lijn | Oyama              | Tochigi   |
| Station Utsunomiya        | 宇都宮       | 109,0       | Tohoku-lijn, Nikko-lijn | Utsunomiya         | Tochigi   |
| Station Nasu-Shiobara     | 那須塩原     | 152,4       | Tohoku -lijn | Nasushiobara       | Tochigi   |
| Station Shin-Shirakawa    | 新白河       | 178,4       | Tohoku-lijn | Nishigo            | Fukushima |
| Station Koriyama          | 郡山         | 213,9       | Tohoku-lijn, Oostelijke Ban'etsu-lijn, Westelijke Ban'etsu-lijn, Suigun-lijn                                                                        | Koriyama           | Fukushima |
| Station Fukushima         | 福島         | 255,1       | Yamagata Shinkansen, Tohoku-lijn, Ou-lijn, Fukushima Kotsu Iizaka-lijn, Abukuma Express-lijn                                                        | Fukushima          | Fukushima |
| Station Shiroishi-Zao     | 白石蔵王     | 286,2       | | Shiroishi          | Miyagi    |
| Station Sendai            | 仙台         | 325,4       | Tohoku-lijn, Senzan-lijn, Senseki-lijn, Joban-lijn, Metro Sendai Nanboku-lijn                                                                       | Aoba-ku (Sendai)   | Miyagi    |
| Station Furukawa          | 古川         | 363,8       | Oostelijke Rikuu-lijn | Osaki              | Miyagi    |
| Station Kurikoma-Kogen    | くりこま高原 | 385,7       | | Kurihara           | Miyagi    |
| Station Ichinoseki        | 一ノ関       | 406,3       | Tohoku-lijn, Ofunato-lijn | Ichinoseki         | Iwate     |
| Station Mizusawa-Esashi   | 水沢江刺     | 431,3       | | Oshu               | Iwate     |
| Station Kitakami          | 北上         | 448,6       | Tohoku-lijn, Kitakami-lijn | Kitakami           | Iwate     |
| Station Shin-Hanamaki     | 新花巻       | 463,1       | Kamaishi-lijn | Hanamaki           | Iwate     |
| Station Morioka           | 盛岡         | 496,5       | Akita Shinkansen, Tohoku-lijn, Tazawako-lijn, Yamada-lijn, Iwate Ginga-lijn, Hanawa-lijn                                                            | Morioka            | Iwate     |
| Station Iwate-Numakunai   | いわて沼宮内 | 527,6       | Iwate Ginga-lijn | Iwate              | Iwate     |
| Station Ninohe            | 二戸         | 562,2       | Iwate Ginga Railway-lijn | Ninohe             | Iwate     |
| Station Hachinohe         | 八戸         | 593,1       | Aoimori-lijn, Hachinohe-lijn, | Hachinohe          | Aomori    |
| Station Shichinohe-Towada | 七戸十和田   | 628,2       | | Shichinohe         | Aomori    |
| Station Shin-Aomori       | 新青森       | 674,9       | Ou-lijn, Hokkaido Shinkansen | Aomori             | Aomori    |